# Alfred Lee Loomis

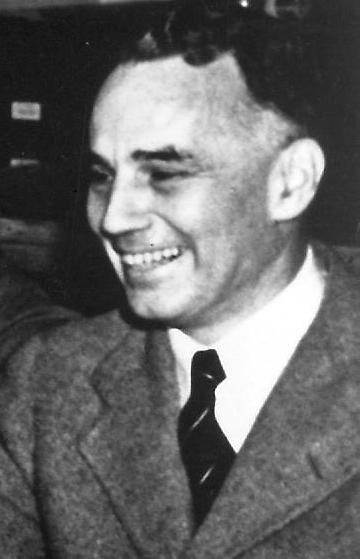
Alfred Lee Loomis

Alfred Lee Loomis (* 4. November 1887 in Manhattan; † 11. August 1975 in East Hampton, Long Island, New York) war ein US-amerikanischer Anwalt, Investmentbanker und Erfinder. Er leistete wichtige Beiträge zur Radar-Entwicklung und erfand das LORAN-Funknavigations-System.
Loomis kam aus einer Familie von Ärzten, seine Mutter war eine geborene Stimson und Loomis somit Cousin von US-Außenminister Henry Stimson. Er besuchte die Phillips Academy, studierte an der Yale University und erhielt 1912 seinen Abschluss cum laude an der Harvard Law School. Danach war er ein erfolgreicher Unternehmensanwalt in der Kanzlei Winthrop and Stimson. Im Ersten Weltkrieg arbeitete er als Offizier in der Ballistik am Aberdeen Proving Ground der US Army und erfand dort ein Gerät, mit dem man exakt die Mündungsgeschwindigkeit von Artilleriegeschossen messen konnte (Aberdeen Chronograph).
Nach dem Krieg ging er in den Bankensektor und erwarb mit seinem Schwager die Bank Bonbright und Company, die sie durch Finanzierung von Elektrizitätsgesellschaften im ländlichen Amerika sehr profitabel machten. Noch wohlhabender wurden sie, als sie rechtzeitig den Börsenkrach von 1929 vorhersahen und vorher ihre Anlagen zu Geld machten, um danach günstig aufzukaufen. Mit dem verdienten Geld finanzierte er ein privates Forschungsinstitut (Tuxedo Park in New York) und wandte sich technischen Erfindungen zu. Er lud auch führende Wissenschaftler aus Europa in sein Institut ein (wie Albert Einstein, Enrico Fermi, Werner Heisenberg, James Franck, Niels Bohr).
Loomis entwickelte mit Edmund Newton Harvey Elektroenzephalografie (EEG) Techniken und leistete damit Beiträge zur Schlafforschung: 1937 entdeckte er mit Harvey den K-Komplex im EEG. 1939 wandte er sich der Experimentalphysik zu, finanzierte Ernest Lawrence ein 184-Inch Zyklotron in Berkeley und arbeitete mit dem MIT zusammen, mit denen er am Beginn des Zweiten Weltkriegs insbesondere auf dem Gebiet des Radars zusammenarbeitete. Dabei nahm er Kontakte zu britischen Physikern auf – John Cockcroft und Edward Bowen besuchten ihn in Tuxedo Park und präsentierten ihm ihr Magnetron. Loomis, der schon davor mit Radar experimentiert hatte, war bald darauf wesentlich an der Gründung des MIT Radiation Laboratory beteiligt, einem der Hauptorte der Radarforschung in den USA. Dort entwickelte er auch das LORAN System zur Funknavigation. 1947 zog er sich ins Privatleben zurück.
2013 wurde er postum in die National Inventors Hall of Fame aufgenommen. 1934 erhielt er die John Price Wetherill Medal mit Harvey. Er war seit 1941 Mitglied der National Academy of Sciences. Loomis war dreifacher Ehrendoktor (Wesleyan University, Yale, University of California).
Er heiratete 1912 Elizabeth Ellen Farnsworth aus angesehener Bostoner Familie, mit der er drei Söhne hatte. Nach der Scheidung 1945 heiratete er Manette Hobart. Zu seinen Hobbys zählte Segeln – er nahm an den Rennen zum America’s Cup teil, wobei er gegen andere Familien der Ostküstenelite wie die Vanderbilts und Astors antrat. Einer seiner Söhne war Alfred Lee Loomis junior (1913–1994), der 1948 an den Olympischen Spielen teilnahm.